# Ribeirão Preto (tiểu vùng)
Ribeirão Preto là một tiểu vùng thuộc bang São Paulo, Brasil. Tiều vùng này có diện tích 6007 km², dân số năm 2007 là 863928 người.